# Фернандо Жирон де Сальседо
Дон Фернандо Жирон де Сальседо и Бривиеска (исп. Fernando Girón de Salcedo y Briviesca; 1562—1630) — военный деятель, первый маркиз Софраги (Sofraga), судебный пристав Ордена Рыцарей Госпитальеров Святого Иоанна Иерусалимского, член Государственного совета Испании и первый военный советник, посол во Франции, приближенный королевского двора Филиппа III и Филиппа IV.

## Карьера
Дон Фернандо Гирон служил капитаном в армии Фландрии, также как маэстро-де-Кампо в Океанском военно-морском флоте, и кастелян Хаки в Арагоне. В 1608 году он стал членом Верховного военного совета. Служил в качестве посла во Франции в 1618—1620 годах. Вернувшись из Франции, продолжил службу в Верховном военном совете и в 1622 году стал членом Государственного совета.
Как губернатор он успешно защитил Кадис от англичан в 1625 году, что привело к его увековечению на картине Франсиско де Сурбарана, «Защита Кадиса от англичан». В 1626 году король сделал его первым маркизом Софраги, за его заслуги перед королевством и лично перед Его Величеством.